# Sociedade Floresta Aurora
A Sociedade Floresta Aurora, fundada em 31 de dezembro de 1872, é o "mais tradicional dos clubes de negro em Porto Alegre",
a mais longeva remanescente das diversas sociedades negras (ou clubes sociais negros) criadas no Rio Grande do Sul entre o final do século XIX e início do século XX.
Originalmente, seus associados "organizavam-se para compra de cartas de alforria de seus pares".
Era denominada Sociedade de Dança e Beneficência Floresta Aurora até 1961, quando teve seu nome alterado para Sociedade Beneficente Cultural Floresta Aurora.
A Sociedade recebeu tal denominação pois teve inicio no bairro Floresta, junto à então rua Aurora (atual Rua Dr. Barros Cassal).
Teve sede também no bairro Cidade Baixa, na Rua José do Patrocínio e Rua Lima e Silva, e posteriormente no bairro Cristal, à Rua Curupaiti. Entre 1998 e 2013, teve sede no bairro Pedra Redonda, na Av. Coronel Marcos, n.° 527. Está localizada atualmente no bairro Belém Velho, à Estrada Afonso Lourenço Mariante.
Na década de 1970 em sua sede foi realizada grande parte das reuniões do Grupo Palmares. Foi agraciada pela Assembléia Legislativa do Estado do Rio Grande do Sul com o Prêmio Zumbi dos Palmares em 2018.